# Enrique Ricci
Enrique Ricci (*Buenos Aires) es un director de Orquesta y Maestro Repertorista de Cantantes Líricos , nacido en Buenos Aires y naturalizado español, vive desde hace años en Barcelona, donde ha estado vinculado largamente con el Gran Teatro del Liceo, en carácter de pianista, director de orquesta y Consejero Artístico y Musical.

## Biografía
Egresado del Colegio Nacional de Buenos Aires, donde ofreció un concierto en el Aula Magna en 1959 junto a su compañero Miguel Ángel Veltri, se desempeñó durante años como maestro preparador y director en el Teatro Colón y el Teatro Argentino de La Plata.
Su actividad internacional lo ha llevado a dirigir la Sinfónica Nacional de Washington, así como en Nueva York, Los Ángeles, Miami, Columbia y también Montreal. Al frente de la Royal Philharmonic y la BBC Concert Orchestra tuvo a su cargo conciertos en Londres, Birmingham y Sheffield. Dirigió la Münchner Symphoniker, y en ciudades alemanas como Dortmund, Essen, Kiel, Munster, Wiesbaden, Regensburg, Herdford y Halle; y al frente de la Nordwestdeutsche Philharmonie realizó numerosos conciertos que incluyeron el Festival Offenbach ’98 y una serie de grabaciones para la WDR de Colonia.
Se presentó en Suecia (Gothenburgo), Holanda (Róterdam y Eindhoven), y también en ciudades de Austria y Polonia.
Ha dirigido la Filarmónica Checa, la Filarmónica Janácek (incluyendo el Festival Internacional de Música de Ostrava), la Filarmónica Morava, la Philharmonia Hungarica, la Sinfónica de Estonia, la Orquesta del Festival de Ljubljana, la Orquesta de la Radio Danesa en Copenhague, de la Radio Noruega en Oslo, la Orquesta de Cámara de Bologna, así como varias orquestas españolas: la Orquesta del Gran Teatro del Liceo, la OBC de Barcelona, la Orquesta Ciudad de Málaga, y la Ciudad de Granada entre otras. Se ha presentado repetidas veces con las orquestas de Ankara y Esmirna en Turquía (Gala Verdi 2001 en el Antiguo Teatro de Ephesus), con el Coro y la Orquesta de la Opera Nacional de China en Beijing, con la Sinfónica de la KBS de Seúl, con la Sinfónica de Singapur y la Filarmónica de Filipinas.
Ricci debutó en Palacio Bellas Artes de México junto a Victoria de los Ángeles en 1976 y desde entonces ha mantenido una intensa relación con ese país, compartiendo recitales y conciertos junto a José Carreras, representaciones de “Ernani”, y nuevas producciones de “Les Contes d’Hoffmann”, “Cavalleria Rusticana”, “Pagliacci”, “Les Pêcheurs de perles”, y recientemente “Carmen”; además de conciertos con la Sinfónica Nacional, en el Festival del Centro Histórico, óperas y conciertos en el Auditorio Nacional, con la OFUNAM en la Sala Nezahualcóyotl, con la Orquesta del Estado de México, en Guadalajara, Monterrey, Querétaro y Culiacán, y en diversas ediciones del Festival Cervantino de Guanajuato.
En Latinoamérica ha dirigido óperas y conciertos sinfónicos en Costa Rica (incluyendo las funciones para el Centenario del Teatro Nacional), Venezuela, Colombia, Perú, Chile (donde fuera director titular de la Orquesta Filarmónica de Santiago), con la Sinfónica Brasileña, en San Pablo, Porto Alegre y Curitiba (Brasil); en Uruguay y en Argentina, presentándose en numerosas temporadas con la Orquesta Estable del Teatro Colón, la Filarmónica de Buenos Aires, la Sinfónica Nacional, y también al frente de la Opera de Cámara del Teatro Colón en varias de sus giras internacionales, Estos 2 últimos años ha colaborado como director artístico, de la Temporada anual de Opera de Lima Perú para la Asociación Romanza en el Teatro Segura de Lima
Durante varios años Ricci ha dedicado especial atención a su colaboración con el tenor José Carreras, en conciertos operísticos, megaconciertos y recitales, ante audiencias multitudinarias como el Royal Albert Hall de Londres, la Arena de Verona, el Rudolfinum de Praga, la Philharmonia y el Olympiahalle de Múnich, el Spektrum de Oslo, el Centro Cultural de Seúl, la Gran Sala del Pueblo en Pekín, el Centro para las Artes de Hong Kong, la Opera de San Diego, el Teatro Griego de Los Ángeles, el Radio City de Nueva York, el Forum Centre de Montreal y el Teatro Colón de Buenos Aires. Ricci ha dirigido también el CD “Zarzuelas” con Carreras y la Orquesta de Cámara Inglesa.

Es bien conocida su reputación como pianista acompañante de recitales y conciertos con orquesta, habiéndose presentado junto a figuras como Victoria de los Ángeles, Montserrat Caballé, Alfredo Kraus, Nicolai Gedda, Régine Crespin, Renato Bruson, Hermann Prey, Ghena Dimitrova, Nicolai Ghiaurov, Yelena Obraztsova, Nicola Ghiuselev, Irina Arjípova, Martina Arroyo, Jess Thomas, Heather Harper; y más recientemente Peter Schreier, Wolfgang Brendel, Agnes Baltsa, Karita Mattila, Francisco Araiza, Ramón Vargas, Olga Borodina, Ilona Tokody, Magdalena Hajóssyová, Jaime Aragall (con quien grabó también un CD al frente de la Orquesta Nacional de Andorra), y en una serie de presentaciones especiales: Giuseppe di Stefano.
Casado con la soprano hispanoargentina Ana María González.